# 高槻市立奥坂小学校
高槻市立奥坂小学校（たかつきしりつ おくさかしょうがっこう）は、大阪府高槻市別所本町にある公立小学校。
高槻市立磐手小学校と近い場所に設置されているが、これは古曽部町周辺においてマンションの建設が相次ぎ、磐手小学校の児童一気に増加したため、奥坂小学校が磐手第二小学校として建設されたのが理由である。

## 歴史
- 1977年4月1日 - 学校創立
- 1977年4月25日 - 体育館完成
- 1977年6月6日 - 創立記念日
- 1977年6月27日 - 簡易プール完工
- 1978年度（昭和53年）4月 正門整備。7月築山。1月 体育館バスケットゴール。3月 校舎大時計。
- 1979年度（昭和54年）校内舗装。校門より校舎、通用門より校舎など、職員作業で完成。
- 1984年度（昭和59年）6月 校舎大時計、体育館大時計設置。
- 1988年度（昭和63年） 体育館どん帳新調。視聴覚室完成。
- 1989年（昭和64年） 簡易プールからプール本格化完工。
- 1995年度（平成7年）2月 ランチルーム完成。
- 1996年（平成8年）11月2日 二十周年記念式典並びに記念行事PTAより体育館行事用ひな段を寄贈される。体育館側中庭大時計設置。
- 1997年（平成9年）12月 - コンピューター室完成
- 2001年度（平成13年）7月 校舎大規模改修。10月 北側児童通用門設置。11月 非常警報装置機器設置。
- 2002年度（平成24年）4月 八中校区小中一貫連携会議発足、読み聞かせの会発足。10月 全国学校体育有料校表彰（北海道にて）。11月17日 体育自主研究授業実施。
- 2005年度（平成17年） 南校舎2教室、西校舎1教室、音楽室エアコン設置。
- 2学期制調査研究モデル地域指定（八中校区幼・小・中）（二年間）
- 2013年度（平成25年）4月 平成25・26年度　高槻市教育センター連携型小中一貫教育研究校委嘱。6月〜　南校舎・中校舎耐震工事。11月29日 大阪府道徳教育研究発表大会 三島大会開催。3月 カンボジア交流 終了。
- 2014年度（平成26年）4月 高槻市防災教育研究委嘱校に指定。6月〜 北校舎耐震工事。2月 防災シンポジウム。
- 2015年度（平成27年）4月 八中校区連携型小中一貫教育承認校

## 通学区域
- 高槻市 古曽部町　一丁目 - 五丁目
- 高槻市別所本町　十四番 - 十九番
- 高槻市別所本町　三十二番 - 三十六番
- 高槻市別所本町　五十番
- 高槻市宮が谷町　一番 - 七番
- 高槻市美しが丘　一丁目・二丁目、
- 高槻市白梅町　一番・四番・五番

## 卒業後の進路
原則として高槻市立第八中学校へ進学する。